# Kerson Huang
Kerson Huang 黃克孫S, Huáng KèsūnP (Nanning, 15 marzo 1928 – 1º settembre 2016) è stato un fisico e traduttore cinese naturalizzato statunitense.
Huang nacque a Nanning, in Cina, e crebbe a Manila, nelle Filippine. Conseguì il BSc (laurea, 1950) e il dottorato (1953) in fisica presso il Massachusetts Institute of Technology. Dopo un periodo presso l'Institute for Advanced Study di Princeton divenne docente (assistant professor) al MIT nel 1957, e in questo istituto proseguì la sua carriera diventando professore nel 1966. Fu anche professore invitato all'Università tecnologica Nanyang di Singapore.
Al MIT divenne un'autorità nella fisica statistica; lavorò sulla condensazione di Bose–Einstein e sulla teoria quantistica dei campi, collaborando con Chen Ning Yang, Tsung-Dao Lee, Francis Low e Steven Weinberg allo studio delle interazioni a molti corpi, e della interazione debole e violazione della parità. I suoi testi di meccanica statistica sono usati come libri di testo a livello internazionale. Dopo essere andato in pensione nel 1999 continuò a scrivere testi di biofisica.
Huang è noto anche ai lettori di lingua cinese come traduttore dall'arabo delle Rubaiyat di Omar Khayyám. Durante il dottorato, infatti, adattò la traduzione in inglese di Edward Fitzgerald in versi classici cinesi. Il libro (魯拜集S) rimase fuori catalogo per anni, ma fu ristampato a Taiwan nel 1989. Insieme con la moglie Rosemary tradusse l'I Ching in inglese.
Morì il 1º settembre 2016 all'età di 88 anni.

## Opere
- 2007 - Fundamental Forces of Nature: The Story of Gauge Fields. World Scientific.
- 2005 - Lectures on Statistical Physics and Protein Folding. World Scientific. ISBN 981-256-143-9
- 2001 - Introduction to Statistical Physics. Taylor & Francis. ISBN 0-7484-0941-6
- 1998 - Quantum Field Theory: From Operators to Path Integrals. John Wiley & Sons. ISBN 0-471-14120-8
- 1992 - Quarks, Leptons and Gauge Fields, 2nd ed. World Scientific. ISBN 981-02-0659-3
- 1987 - Statistical Mechanics, 2nd ed. John Wiley & Sons.
- 1984 - I Ching, the Oracle. World Scientific. ISBN 9971-966-25-5